# Piper subpuberulum
Piper subpuberulum är en pepparväxtart som beskrevs av William Trelease. Piper subpuberulum ingår i släktet Piper och familjen pepparväxter. Inga underarter finns listade i Catalogue of Life.